# Sorghjälmspindel
Sorghjälmspindel (Lasaeola tristis) är en spindelart som först beskrevs av Carl Wilhelm Hahn 1833.  
Sorghjälmspindel ingår i släktet Lasaeola och familjen klotspindlar. Arten är reproducerande i Sverige. Utöver nominatformen finns också underarten Lasaeola tristis hissariensis.